# Thienemanniella flavicornis
Thienemanniella flavicornis är en tvåvingeart som först beskrevs av Jean-Jacques Kieffer 1929.  Thienemanniella flavicornis ingår i släktet Thienemanniella och familjen fjädermyggor. Inga underarter finns listade i Catalogue of Life.